# Polystira sunderlandi
Polystira sunderlandi é uma espécie de gastrópode do gênero Polystira, pertencente a família Turridae.